# رملة بنت الزبير بن العوام
رَمْلَة بنت الزبير بن العوام الأسدي القرشية، هيّ تابعية من أهل الحجاز، تزوجت عثمان بن عبد الله بن الصحابي حكيم بن حزام الأسدي القرشي عندما كانت في عُمرٍ صغير جداً، وقد قُتِل شاباً في موقعة الجمل أثناء خلافة علي بن أبي طالب وأنجبت منه ولدين، وبقيت دون زواج ترفض كُلَّ من تقدم لها لمدة أكثر 37 سنة ثُمّ هواها الأمير الأموي والكيميائي خالد بن يزيد بن معاوية بن أبي سفيان فخطبها له آنذاك عبد الملك بن مروان فتزوجته، وكان زواجها منه بعد مقتل أخيها الصحابي عبد الله بن الزبير على يد الحجاج بن يوسف الثقفي وأنجبت من خالد ولدين أيضًا.

## نسبها
- هيّ: رَمْلَة بنت الصحابي الزبير بن العوام بن خويلد بن أسد بن عبد العزى بن قصي بن كلاب بن مرة بن كعب بن لؤي بن غالب بن فهر بن مالك بن النضر وهو قريش بن كنانة بن خزيمة بن مدركة بن إلياس بن مضر بن نزار بن معد بن عدنان. وجدتها من جهة أبيها الصحابية صفية بنت عبد المطلب عمة النبي محمد، وأم المؤمنين خديجة بنت خويلد أخت جدها العوام بن خويلد.
- أُمّها: الرباب بنت أنيف بن عبيد بن مصاد بن حصن بن كعب بن عليم بن جناب الكلبية، من قبيلة بني كلب.

## حياتها المبكرة ونبذة عنها
وُلِدت في الحجاز للصحابي الزبير بن العوام الأسديّ، وزوجته الرباب بنت أنيف الكلبية. سمّاها أبيها على اسم أم المؤمنين أم حبيبة رملة بنت أبي سفيان، وقد كان الزبير يسمي أبناؤه على أسماء الشهداء فعبد الله سماه على الشهيد عبد الله بن جحش ومصعب سماه على الشهيد مصعب بن عمير وجعفر سماه على الشهيد جعفر بن أبي طالب، وحمزة على الشهيد حمزة بن عبد المطلب، أما البنات فسماهن على أمهات المؤمنين. وذلك لأنّه يريد لهم الشهادة في سبيل الله، فسأل طلحة بن عبيد الله الزبير عن ذلك: «أنا أسمي بنيّ بأسماء الأنبياء وأنت تسمي بأسماء الشهداء»، فرد: «فإني أطمع أن يكون بنيّ شهداء، ولا تطمع أن يكون بنوك أنبياء!»
كان لها من الأشقاء أي إخوتها لأمها وأبيها شقيقان التابعي مصعب بن الزبير والي العراق، والتابعي حمزة بن الزبير بن العوام.
وكان لها من الإخوة من أبيها الكثير لا تُعرف أسماء بعضهم، والمعروف منهم الصحابي وأمير المؤمنين عبد الله بن الزبير، والتابعي الفقيه عروة بن الزبير، وراوي الحديث المنذر بن الزبير، وخديجة الكبرى بنت الزبير التي سماها أبيها على اسم عمته أم المؤمنين خديجة بنت خويلد، وأم الحسن بنت الزبير، وعائشة بنت الزبير التي سماها أبيها على اسم أم المؤمنين عائشة بنت أبي بكر الصديق، جميعهم أمهم الصحابية ذات النطاقين أسماء بنت أبي بكر الصديق.
وأيضًا لها من الإخوة، عمرو بن الزبير، وخالد بن الزبير، وحبيبة بنت الزبير، وسودة بنت الزبير التي سمّاها أبيها على اسم أم المؤمنين سودة بنت زمعة، وهند بنت الزبير التي سماها أبيها على أم المؤمنين أم سلمة هند بنت أبي أمية، جميع هؤلاء أمهم الصحابية أم خالد بنت الصحابي خالد بن سعيد.
وأيضًا، عبيدة بن الزبير، وجعفر بن الزبير، وحفصة بنت الزبير التي سُميت على أم المؤمنين حفصة بنت عمر، جميعهم أمهم زينب بنت بشر. وهُناك زينب بنت الزبير، وأُمها الصحابية أم كلثوم بنت عقبة.
كانت رملة ذات جمال فائق وبلاغة وعقل، قال ابن عساكر يصفها: «جَزْلَة عاقلةً...» ، وقال البلاذري: « وكانت معروفة بالجزالة والعقل والفضل..»
زوجها الزبير في عُمر مبكر جداً من التابعي  عثمان بن عبد الله بن الصحابي حكيم بن حزام الأسدي القرشي والصحابي حكيم بن حزام يكون ابن عم للزبير.
فأنجبت من زوجها ولدين هُما سعيد بن عثمان بن عبد الله بن حكيم بن حزام، وعبد الله بن عثمان بن عبد الله بن حكيم بن حزام الذي تزوَّج فيما بعد من سكينة بنت الحسين حفيد النبي محمد من فاطمة الزهراء وعلي بن أبي طالب. في وقتٍ لاحق وتحديداً في 10 جمادی الأولى سنة 36 هـ قُتِل زوجها في موقعة الجمل التي قُتِل على آثرها أيضًا والدها الزبير بن العوام.

## عشق خالد بن يزيد بن معاوية لها
بعد ترملها ومقتل زوجها كانت رملة في مقتبل شبابها وصغيرةً ولكنها بقيت وفيةً لذكرى زوجها حيثُ انشغلت بتربية ولديها، ورفضت كُلّ من تقدم لها وخطبها لأكثر 37 سنة خلال عهد خلافة علي بن أبي طالب والحسن بن علي بن أبي طالب، ومعاوية بن أبي سفيان، ويزيد بن معاوية، ومعاوية بن يزيد، ومروان بن الحكم، وأخيها عبد الله بن الزبير.
ولكن في عهد خلافة عبد الملك بن مروان تحديداً أواخر عام 73 هـ وهُوّ العام الذي قُتِل فيه أخيها الخليفة عبد الله بن الزبير على يد الحجاج بن يوسف الثقفي وبعد ذلك عادت مكة المكرمة إلى سيطرة خلفاء بني أمية، عندها قرر الخليفة عبد الملك بن مروان أن يحج، فقام معه أشراف دمشق وأسيادها وعلمائها للحج معه، وقام أيضًا رجالات قبيلة قريش المعدودين وعلمائهم وكان من ضمنهم الأمير خالد بن يزيد بن معاوية وهُوّ ابن الخليفة يزيد بن معاوية وحفيد الصحابي معاوية بن أبي سفيان، وقد كان خالد عظيم القدر عند عبد الملك.
وفي ذات الوقت ذهبت رملة للحج أيضًا، وأثناء أداء المناسك كان خالد إلى جانب عبد الملك يطوفون حول الكعبة المشرفة مع المسلمين، فرأى خالد رملة صدفةً وهيّ جالسة بعيداً عن أنظار الناس ولم تكُن تعتقد أن أحدهم يستطيع رؤيتها فرمت خمارها وحجابها عن وجهها، فلمّا نظر إليها عشقها عشقاً شديداً، ووقعت بقلبه وقوعاً متمكناً من أول نظرة، ولم تعرف بنظره لها، فسأل خالد عنها الناس فأخبروه باسمها.
ولمّا أراد عبد الملك بن مروان القفول أي العودة إلى دمشق بعد نهاية الحج، قرر خالد أن يبقى في مكة المكرمة بدلاً من العودة فاستغرب عبد الملك من أمره إذ لا عمل له في مكة ولا يعيش فيها، وشك به وعلم أنَّ هُناك سبباً ما خصوصاً عندما لاحظ اصفرار في وجه خالد وضعف في بدنه فعلم أنّ شيئاً يشغل باله.
فسأله عن الأمر، فقال له خالد: «يا أمير المؤمنين، رملة بنت الزبير رأيتها تطوف بالبيت، فأذهلت عقلي والله ما أبديت إليك ما بي حتى عيل صبري، ولقد عرضت النوم على عيني فلم تقبله، والسلو على قلبي، فامتنع منه»، يقصد أنّه منذ أن رأى رملة مرة واحدة سيطرت على عقله وقلبه، وطار النوم من عينه، وطال شوقه لها، وشقى قلبه بسببها. فضحك عبد الملك وتعجب منه كُلَّ التعجب، ولم يستوعب أنَّ خالد عشقها وأصبح مهموماً مغموماً بسبب حبها مثل العشاق المشاهير إلا بعد فترة طويلة.
فقال له عبد الملك: «ما كنت أقول إن الهوى يستأسر مثلك!!»، يقصد أنَّ خالد عالم مشغول بعلمه وعاقلاً من العقلاء، وأنّه لم يظن أنَّ مثله يتمكن العشق من قلبه فيصبح حزيناً لا يسيطر على نفسه مِثل مجنون ليلى وجميل بثينة.
فرد خالد عليه: «إنّي لأشد تعجباً من تعجُبكَ مني، ولقد كُنتُ أقول: إن الهوى لا يتمكن إلا من صنفين من الناس؛ الشعراء والأعراب، فأما الشعراء، فإنهم ألزموا قلوبهم الفكر في النساء والغزل، فمال طبعهم إلى النساء، فضعفت قلوبهم عن دفع الهوى، فاستسلموا إليه منقادين، وأما الأعراب فإن أحدهم يخلو بامرأته، فلا يكون الغالب عليه غير حبه لها، ولا يشغله شيء عنها، فضعفوا عن دفع الهوى فتمكن منهم. وجُملة أمري فما رأيت نظرة حالت بيني وبين الحزم، وحسنّت عندي ركوب الإثم مثل نظري فِي هَذِهِ.»، يقصد أنّه كان ممن ينتقد العشاق المتيمين بحب حبيباتهم لحد أنهم فقدوا السيطرة على أنفسهم وبعضهم مات بسبب عشقه، وأنّه كان يقول أنّ الأغلبية من الناس لا يعشقون ذاك العشق المدمر، ولا يكون عشقه كذلك إلا الشعراء والبدو، فأما الشعراء لأنّه غلب عليهم التفكير بالنساء والتغزل بهن فلمّا عشقوا أحبوا كان حبهم مجنوناً، وأما البدو لأنّهم يعيشون في الصحاري بدلاً من المدن والقرى ولا يكون حولهم أغلب أيامهم إلا زوجاتهم وذلك لطبيعة ترحلهم من مكان إلى مكان فيعشقونهن بجنون، وأنّ ما حدث معه لمّا رأى رملة عشقها إلى حد أن نظرته لها تلك أبعدته عن الحزم المشهور عنه وزين له العشق اختلاس النظر إلى رملة مع أنه محرم عليه النظر إليها.
فابتسم له عبد الملك بن مروان: «أوكل هَذَا قد بلغ بك ؟!»، أي أنّه بسبب نظرة فقد قلبه وراحة باله، فرد خالد: «والله ما عرفتني هذه البلية قبل وقتي هذا!»، أي أنّ الله لم يبتليه بلاءً كهذا وهو العشق الشديد قبل هذه المرة.
ويقول خالد بن يزيد بن معاوية عن رؤيته لها:

## خطبة عبد الملك بن مروان لها
لمّا سمع عبد الملك ما قاله خالد ورأى سوء حاله وعشقه لرملة، لم يصبر على رؤية معاناة قريبه خالد هكذا وذلك أنّ خالد حفيد معاوية بن أبي سفيان، وأبو سفيان ابن حرب بن أمية وحرب هُوّ عم الصحابي الحكم بن أبي العاص، والحكم هو جد عبد الملك.
فأرسل إلى آل الزبير بن العوام يخطب رملة لخالد، فذكروا لها إخوانها وأبناء إخوانها خطبة ابن يزيد بن معاوية لها، فردت عليهم: «لا والله أو يطلق نساءه!»، قصدت يستحيل أن تتزوجه إلا إذ طلق زوجاته، وذلك لأنَّ خالد كان متزوج من امرأتين، واحدة منهما كانت من قبيلة قريش والأُخرى من الأزد.
لمّا سمع خالد ذلك، لم يتردد في تطليق زوجتيه وهُما بالشام بينما هُوّ في مكة المكرمة رغم أنَّ زوجتيه كانتا كريمتين ومحبوبتين عنده كما ذكر المؤرخين. وفعلاً تمت الخطبة.

## معارضة الحجاج بن يوسف الثقفي للزواج
لما عَلِم الحجاج بن يوسف الثقفي قاتل أخيها الصحابي عبد الله بن الزبير، أغضبه الأمر واستفزه الخبر، فأرسل حاجبه عبيد الله بن وهب إلى خالد وقال له: «قل لخالد: ما كنتُ أراك تخطب إلى آل الزبير حتى تشاورني، ولا كنتُ أراك تخطب إليهم، وليسوا لك بأكفاء، وقد قارعوا أباك على الخلافة ورموه بكل قبيحٍ، فأبلغه الرسالة..»، فلمّا أخبر الحاجب خالد برسالة الحجاج. امتعض واحمر وجهه وجلس ينظر إلى الحاجب طويلاً بدون أن ينطق بكلمة، ثُمّ قال: «لو كانت الرسل تُعاقب لقطعتُكَ إراباً إرباً، ثم طرحتُكَ على باب صاحبك، قل له: ما كُنتُ أظن أن الأُمورَ بلغت بِكَ أن أشاورك في مناكحة نساء قريش.
وأما قولكَ: أن ليسوا بأكفاء، فقاتلك الله يا ابن أم الحجاج، ما أقل علمك بأنساب قريش، أيكون العوام كفؤاً لعبد المطلب بزوجه صفية، ويتزوج رسول الله صلى الله عليه وسلم خديجة بنت خويلد، ولا تراهُم أكفاء لآل أبي سفيان ؟!
وأما قولكَ: قارعوا أباك على الخلافة، ورموه بكل قبيحٍ، فهي قريش يُقارع بعضها بعضاً، حتى إذا أقر الله عز وجل الحق مقره، عادت إلى أحلامها وفضلها وكان تقاطعهم وتراحمهم على قدر أحلامهم وفضلهم.»، غضب خالد وقصد بكلامه للحاجب أنه مجرد رسول أرسله الحجاج ليرسل رسالته ورسل الرسائل في الإسلام محرم إيذائهم مهما كان من نقلوه ممن أرسل وهدده إن لم يكن رسولاً لكان قطعه أشلاءً ورماه على عتبة باب الحجاج لأنّه قال له هذا الكلام، ويقصد خالد أيضًا أنّه صُدِم من تجرؤ الحجاج على معارضة الزواج ويلوم خالد عليه ويتدخل في شؤونه وخصوصاً عندما يخطب امرأة من قبيلته، ويقول أن جدها العوام تزوج من صفية بنت عبد المطلب الذي كان آنذاك سيد العرب، والنبي محمد تزوج من أخت جدها خديجة بنت خويلد، وأنّه بعد كل هذا تكون عائلة الزبير ليست كفؤٌ للزواج ومصاهرة عائلة أبو سفيان بن حرب الأموي، وأما المشاكل بين أخيها عبد الله بن الزبير وشقيقها مصعب بن الزبير مع آل مروان بن الحكم وأبيه يزيد بن معاوية فإنَّ قبيلة قريش أبناء عم يلومون ويعاتبون بعضهم بعضاً، ولمّا ينزل الله الحق بينهم فإنّهم يعودون لما كانوا عليه من المحبة والرحمة والقرابة والإخوة، ولا يحق لأحد التدخل في نزاعاتهم. عاد الحاجب إلى الحجاج فأخبره بما قاله فلم يرد بشيء. ولم يتدخل بالأمر مرة أُخرى لمّا رأى غضب خالد من ذمه لآل الزبير.

## زواجها من خالد بن يزيد
خطبها خالد ووافقت، وتمَّ عقد القران وعاد إلى الشام بينما بقيت هيّ في المدينة المنورة، وكتب إليها رسالة يطلب منها أن تقابله في مكة المكرمة، فذهبت لمقابلته وأيضًا قررت أن تعتمر، وأثناء فترة العمرة طلب منها خالد أن يتزوجها ويمضي معها ليلة دخلتهم في مكة ثُمّ يأخذها للشام من هناك كزوجته، وكان ذلك قبل أن تنتهي وتتحل من العمرة والجماع في العمرة حرام لذا رفضت رملة ذلك، ولكنَّ خالد المشغوف بها ألح عليها، فغضبت منه ورحلت في وسط الليل من مكة تُريد العودة للمدينة.
فلمّا علم ذلك خالد خرج وركب فرسه مُسرِعاً وأخذ معه صديقه الشاعر الراعي النميري، فخرج من مكة متوجهاً للمدينة بغية لحاق رملة ومن معها حتى يراضيها، فسافر مع الراعي النميري لمدة يوم وليلة لم يتوقف فيها، بعد ذلك رآها من بعيد فعرفها فذهب إليها راكضاً فأوقفها جانباً، واعتذر منها وعبر لها عن ندمه، وأقسم لها لأجل رضاها أن لا يلمسها أو يقترب منها حتى إلى تنتهي من اعتمارها فرضيت عليه.
وقد قال خالد في تلك الحادثة وعن لحاقه بها طول الطريق لمراضاتها فقط قصيدة، وهيّ:
وقد انتشرت القصيدة ووصلت إلى مسامع أعداء بني أمية وهُم الخوارج الذين كرهوا كُلَّ أموي وهم خليط من أتباع الشعوبية والشيعة والتكفيريون الذين يكفرون المسلمين إن فعلوا الكبائر وقد كانوا يكرهون خالد لكونه ابن  يزيد بن معاوية، فقاموا بزيادة بيت ملفق على خالد وهُوّ:
ويعني البيت إن أسلمت رملة فإنّه سيدخل الإسلام لأجلها وإن تركت الإسلام ودخلت المسيحية فإنّه فيتنصر ويدخل المسيحية لأجلها ويخط الصليب بين عيونه، انتشر البيت وعَتِب الناس على خالد لأنّه فيه ردة عن الإسلام، ووصل إلى مسامع أمير المؤمنين عبد الملك بن مروان فغضب وناداه.
وعندما وصل إليه خالد إليه قال له عبد الملك بغضب: «تنصرت يا خالداً ؟»، فرد خالد بجهل واستغراب: «وما ذاك ؟»، أي ما الأمر، فأنشده عبد الملك البيت الملفق، فقال خالد على قائل البيت ومن لفقه عليه: «على من قاله ومن نحلنيه لعنة الله يا أمير المؤمنين!» 
تزوجت رملة من خالد وأخذها بعد ذلك إلى دمشق حيثُ عاشت بقية حياتها ، وأنجبت منه ولدين لا تُعرف أسماءهم، وقد ماتا صغيرين دون ترك عقب أو ولد بعدهُما. وقد تزوج عليها بعد ذلك ثلاث سيدات هُن عائشة بنت عبد الملك بن مروان بن الصحابي الحكم بن أبي العاص الأُموية، وابنة عمه عاتكة بنت عبد الله بن معاوية بن أبي سفيان، وزينب بنت الصحابي عبد الله بن الصحابي جعفر بن أبي طالب بن عبد المطلب بن هاشم الهاشمية التي يقول فيها:
ويقول في الهاشمية أيضًا:
وتكلم في القصيدة عن شرف زوجته لكونها حفيدة لعلي بن أبي طالب من جهة أُمها، وجعفر بن أبي طالب من جهة أبيها، وأنّ عبد مناف بن قصي بن كلاب هُوّ الجد الذي يجمع بينها وبين خالد.
وبسبب زواجه من تلك النسوة الشريفات وبنات الصحابة، قال أحد شعراء زمانه تعبيراً عن حسده لخالد لجمعه تلك النساء عنده وهو شديد بن شداد القرشي من فخذ بني عامر بن لؤي:

## من شعر خالد بن يزيد فيها
بعد الزواج زاد عشق خالد لها، وكان كثيراً ما يمدحها ويعبر عن حبه لها عن طريق القصائد، ومن قصائده هذه:
ويقول فيها أيضًا:

## موقفها مع زوجة أخيها سكينة بنت الحسين
كانت سكينة بنت الحسين حفيد النبي محمد من فاطمة الزهراء وعلي بن أبي طالب متزوجة من شقيقها مصعب بن الزبير، وقد قُتِل عنها على يد قوات الخلفاء الأمويين،. فتزوجت ابن أخيه عثمان بن عروة بن الزبير بن العوام، ولا يُعرف إن كان طلقها أو مات عنها ولكنَّها لم تعش معه كثيراً ثُمّ تزوجت من ابن شقيقة مصعب رملة وهُوّ عبد الله بن عثمان بن عبد الله بن حكيم بن حزام فعاشت طويلاً معه وأنجبت له حكيم وعثمان وربيحة وتزوجت لمّا مات من زيد بن عمرو بن عثمان بن عفان، وابنتها ربيحة تزوجت من العباس بن الوليد بن عبد الملك بن مروان.
وفي أحد الأيام تشاجرت سكينة مع عبد الله وضايقته ونشزت عليه، فغضبت لذلك رملة، وقد أتى عبد الملك بن مروان لزيارة خالد بن يزيد بن معاوية في بيته فاحتجبت رملة ودخلت على زوجها وعبد الملك، فقالت لعبد الملك: «يا أمير المؤمنين، لولا أن تذر أمورنا ما كانت لنا رغبة فيمن لا يرغب فينا، سكينة نشزت عَلَى ابني!»، فرد عبد الملك: «يا رملة، إنها سكينة!»، أي إنها في النهاية ابنة حفيد النبي محمد، فقالت رملة: «وإن كانت سكينة فوالله لقد ولدنا خيرهم، ونكحنا خيرهم، وأنكحنا خيرهم..» أي وإن كانت من نسل النبي فإنّ بني العوام لا ينقصهم شيء أيضًا، وقصدت بأن بني خويلد بن أسد ولدوا خير الناس تعني أبيها الحواري الزبير بن العوام، وتقصد بنكحنا خيرهم أي أنّ آل خويلد تزوجوا خير النساء مِثل صفية بنت عبد المطلب وأسماء بنت أبي بكر وغيرهن، وقصدت بـ وأنكحنا خيرهم خديجة بنت خويلد إذ تزوجها خير الخلق بالنسبة للمسلمين النبي محمد.